# Libyska havet
Libyska havet (grekiska Λιβυκόν πέλαγος, latin: Libycum Mare) är en del av Medelhavet, norr om den afrikanska kusten av det antika Libyen, det vill säga Cyrenaika och Marmarica
(vad som nu är östra Libyens och västra Egyptens kust, mellan Tobruk och Alexandria). Denna beteckning användes av antikens geografer för att beskriva södra Medelhavsområdet, men termen används också av moderna reseförfattare och kartografer. Den södra kusten av Kreta som gränsar till Libyska havet omfattar Asterousiabergen och Mesaraslätten; detta område är platsen för forntida bronsålderbosättningar, däribland Kommos, Hagia Triada och Faistos.
I öster ligger Levantinska sjön, i norr Joniska havet och i väster Siciliensundet.